# Clima semiárido
El clima semiárido, semidesértico o de estepa es un subtipo de clima seco y una expresión comúnmente utilizada para designar el clima de una región del planeta donde las lluvias anuales están entre los 500 y 800 mm de precipitación en el ecuador. Una cantidad de lluvia inferior a los 400 mm anuales caracteriza a los desiertos. En la clasificación climática de Köppen es el BS (BSh semiárido cálido y BSk semiárido frío).
El clima semiárido suele situarse en zonas intermedias o de transición entre los desiertos y regiones con clima más húmedo; presentando precipitaciones escasas o irregulares que solo permite la existencia de una vegetación compuesta de herbazales y matorral xerófilo, con arbustos que pierden las hojas en los meses más secos, así como de paisajes de sabanas, praderas y estepas que se secan en los períodos de estiaje.
Los biomas más conocidos de regiones semiáridas son:
- El desierto de Chihuahua de México y suroeste de Estados Unidos.
- Las estepas, como la de Kazajistán.
- El outback australiano.
- La Pampa seca u occidental, en Argentina.
- El sertón, del Nordeste brasileño.
- La región Zuliana, sobre todo en las ciudades de Maracaibo y Cabimas, en Venezuela
- La zona de la conurbación de la Gran Barcelona en la Región Nororiental de Venezuela
- El matorral mediterráneo en el sureste de España y el Valle del Ebro.
- El Chaco occidental en Sudamérica.
- La región de Coquimbo en Chile.

Un tipo de clima semiárido es el mediterráneo seco, que es el de transición entre el mediterráneo típico Csa y el clima árido BW. Se da en el sureste de España, norte de África y costa mediterránea asiática y se caracteriza por precipitaciones escasas, entre 200 mm y 400 mm, fuerte sequía estival y temperaturas cálidas que superan los 22 °C en verano.

## Subtipos
- Clima semiárido cálido (BSh): La temperatura media anual está por encima de los 18°C, por lo que incluye los semidesiertos tropicales y subtropicales. La precipitación media anual es alrededor de 300 y 700 mm. La vegetación es variada, destacando el semidesierto de matorral xerófilo y suculentas; hay tipos de sabana como la sabana seca, la arbustiva o la arbolada; también se desarrolla el bosque seco, y en las áreas donde la estación árida es el verano, se halla el bosque y matorral mediterráneo.[4]
- Clima estepario o semiárido templado y frío (BSk): La temperatura media anual está por debajo de los 18 °C, por lo que incluye los semidesiertos templados y fríos. La precipitación media anual es de unos 250 a 500 mm aproximadamente. La vegetación es de matorral xerófilo, vegetación esclerófila mediterránea y especialmente de estepa variada que puede ser templada, fría, de montaña, alpina, continental de invierno gélido o tundra seca.